# Saison 3 de Switched
Chronologie
Saison 2 Saison 4
Cet article représente le guide des épisodes de la troisième saison de la série télévisée américaine Switched.

## Généralités
- Au Canada, elle est diffusée en simultané sur ABC Spark.

## Distribution

### Acteurs principaux
- Katie Leclerc (VF : Chloé Berthier) : Daphné Paloma Vasquez
- Vanessa Marano (VF : Kelly Marot) : Bay Madeleine Kennish
- Constance Marie (VF : Anne Dolan) : Régina Lourdes Vasquez
- D. W. Moffett (VF : Pierre Tessier) : John Kennish
- Lea Thompson (VF : Céline Monsarrat) : Kathryn Kennish
- Lucas Grabeel (VF : Alexis Tomassian) : Toby Kennish
- Sean Berdy : Emmett Bledsoe
- Gilles Marini (VF : Thomas Roditi) : Angelo Sorrento

### Acteurs récurrents
- Marlee Matlin (VF : Pauline Brunel) : Melody Bledsoe
- Ivonne Coll (VF : Julie Carli) : Adriana Vasquez
- Ryan Lane (VF : Grégory Quidel) : Travis
- B.K. Cannon : Mary Beth Tucker
- Joey Lauren Adams : Jenice
- Max Adler : Miles 'Tank' Conroy
- Bianca Bethune : Sharee Gifford
- Alec Mapa : Renzo
- Daniel Nicholas Durant : Matthew
- Kenneth Mitchell : Wes
- RJ Mitte : Campbell
- Al White : Dr Jackson
- Sandra Bernhard : Prof. Teresa Ledarsky
- Sean McGowan : Gabe
- Anthony Natale : Cameron Bledsoe
- Laura Brown : Debbie
- Jackie Debatin : Sarah Lazar

## Épisodes

### Épisode 1:Dernière rentrée
- États-Unis : 13 janvier 2014
- France :
- Québec :
- Belgique :

### Épisode 2:Corps à corps
- États-Unis : 20 janvier 2014
- France :
- Québec :
- Belgique :

### Épisode 3:L'Art et la manière
- États-Unis : 27 janvier 2014
- France :
- Québec :
- Belgique :

### Épisode 4:Mauvais timing
- États-Unis : 3 février 2014
- France :
- Québec :
- Belgique :

### Épisode 5:La Crise de la cinquantaine
- États-Unis : 10 février 2014
- France :
- Québec :
- Belgique :

- Erica Gimpel : Mme Gifford, la mère de Sharee

### Épisode 6:Cluedo
- États-Unis : 17 février 2014
- France :
- Québec :
- Belgique :

### Épisode 7:Mauvaise passe
- États-Unis : 17 février 2014
- France :
- Québec :
- Belgique :

### Épisode 8:Danse ta vie
- États-Unis : 3 mars 2014
- France :
- Québec :
- Belgique :

### Épisode 9:Petits secrets entre adultes
- États-Unis : 10 mars 2014
- France :
- Québec :
- Belgique :

### Épisode 10:La rage de vaincre
- États-Unis :
- France : 17 mars 2014
- Québec :
- Belgique :

### Épisode 11:La fin de l'innocence
- États-Unis :
- France : 24 mars 2014
- Québec :
- Belgique :

### Épisode 12:Assumer les conséquences
- États-Unis :
- France :
- Québec :
- Belgique :

### Épisode 13:Haut les cœurs!
- États-Unis :
- France :
- Québec :
- Belgique :

### Épisode 14:Le bonheur des uns
- États-Unis :
- France :
- Québec :
- Belgique :

### Épisode 15:Les Walkyries
- États-Unis :
- France :
- Québec :
- Belgique :

### Épisode 16:Adieu, Angelo
- États-Unis :
- France :
- Québec :
- Belgique :

### Épisode 17:Voyage à Chicago
- États-Unis :
- France :
- Québec :
- Belgique :

### Épisode 18:Perte de repères
- États-Unis :
- France :
- Québec :
- Belgique :

- Deanne Bray : la directrice de Gallaudet

### Épisode 19:Que jeunesse se fasse
- États-Unis :
- France :
- Québec :
- Belgique :

### Épisode 20:Le Cœur des femmes
- États-Unis :
- France :
- Québec :
- Belgique :

### Épisode 21:La Vie devant soi
- États-Unis :
- France :
- Québec :
- Belgique :

- Rachel Shenton : Lily Summers

### Épisode 22:Le Miracle de Noël
- États-Unis :
- France :
- Québec :
- Belgique :